# Festival Eurovisão da Canção 1996
O Festival Eurovisão da Canção 1996 (em inglês:  Eurovision Song Contest 1996; em francês:  Concours Eurovision de la chanson 1996; em norueguês:  Internasjonale/Europeiske Melodi Grand Prix 1996), ou Eurosong 96 foi a 41ª edição anual do evento e teve lugar a 18 de maio de 1996 em Oslo. Os apresentadores foram Morten Harket, vocalista da banda norueguesa A-ha e a jornalista Ingvild Bryn. A cantora Eimear Quinn, que representou a Irlanda, foi a vencedora deste ano com a canção The voice.
Portugal conseguiu com Lúcia Moniz e a sua canção O meu coração não tem cor a sua melhor classificação até à vitória em 2017 de Salvador Sobral.

## Local

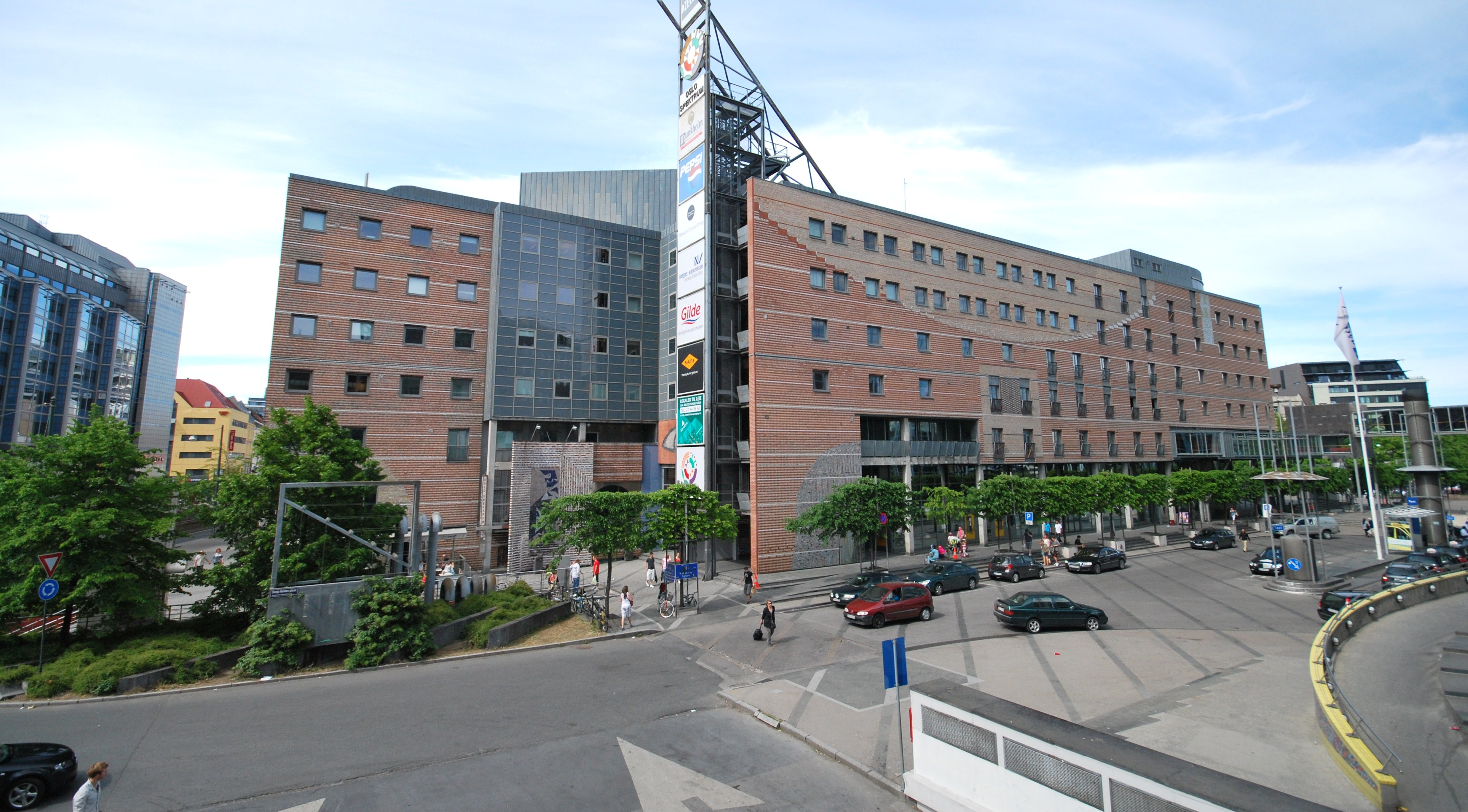
O local para o Festival, o Oslo Spektrum, em Oslo.

O Festival Eurovisão da Canção 1996 ocorreu em Oslo, na Noruega. Oslolocaliza-se no sudeste do país e detém estatuto de comuna e condado simultaneamente. Fundada por 1048 pelo Rei Harald III "Hardråde" da Noruega, a cidade foi imensamente destruída por um incêndio em 1624. O rei dano-norueguês Chirstian IV reconstruiu a cidade, com o nome de Cristiânia, entre 1624 e 1924. Em 1952 a cidade foi a sede dos Jogos Olímpicos de Inverno de 1952. É a cidade onde é entregue o Prémio Nobel da Paz. Em 2006 Oslo foi eleita pela BBC como a cidade mais cara do mundo. A capital foi eleita a cidade com a 24ª melhor qualidade de vida do mundo, ao passo que a Noruega liderava o ranking dos países na mesma categoria. Oslo é o centro cultural, científico, econômico e governamental da Noruega. Tem sua atenção voltada para negociações, bancos, indústrias e navegações. É também um importante centro para indústrias marítimas e tratados marítimos na Europa. A cidade é o "lar" de muitas empresas voltadas para o setor marítimo, algumas delas sendo umas das maiores do mundo. Oslo é considerada uma cidade global. Por muitos anos, Oslo vem sendo listada como uma das mais caras cidades do mundo, bem como outras capitais globais como Copenhague, Paris e Tóquio. Em 2009, no entanto, Oslo teve seu status alterado para a cidade mais cara do mundo.
O festival em si realizou-se no Oslo Spektrum, construído em 1990, é um espaço multiusos, mais conhecido por receber todos os anos o concerto do Nobel da Paz.

## Formato
Para fazer face ao aumento de países interessados em participar no Festival Eurovisão da Canção, a União Europeia de Radiodifusão idealizou uma pré-selecção a 20 e 21 de março de 1996. Os júris nacionais ouviram as gravações áudio dos temas a concurso e pontuaram de 1 a 12 pontos as suas dez canções favoritas. Dos 29 países a concurso apenas 22 alcançaram a final onde se juntaram à Noruega que obteve qualificação directa por ter vencido o Festival Eurovisão da Canção 1995. Além disso, inscrições da Bulgária, Moldávia e Ucrânia foram relatadas, mas não se concretizaram, com o nome da Bulgária ainda aparecendo nas folhas de votação do júri de qualificação. Todos os três países fariam sua estreia nos anos 2000.
Este foi o único ano em que a Alemanha, um dos maiores financiadores do Festival Eurovisão da Canção, não esteve presente na final deste concurso desde 1956. Este, aliás, foi um dos motivos pelo qual esta prática foi abandonada logo no ano seguinte.
O festival contou com a presença da rainha Sônia da Noruega.
Pela primeira vez, a supervisora-executiva do Festival Eurovisão da Canção foi uma mulher, Christine Marchal Ortiz.
Uma outra grande inovação foi, pela primeira vez, um site dedicado a esta edição, que foi colocado online pela NRK.
A União Europeia de Radiodifusão voltou a mudar o regulamento para encurtar a lista de países participantes, fazendo com que todos os países interessados em participar, com exceção da Noruega — vencedora do ano anterior — passassem por uma fase de qualificação, realizada em março de 1996, para que os júris nacionais ouvissem as músicas e as classificassem. As 22 canções mais votadas passariam à final. Esta fase de qualificação nunca foi transmitida, quer na televisão, quer na rádio. Este sistema mostrou-se desde logo insustentável, em grande parte devido à eliminação da Alemanha, que protestou contra esta prática, fazendo com que esta fosse abandonada logo no ano seguinte.
Todas as novas práticas introduzidas (novo nome do certame, fase de qualificação, mensagem de boa sorte e blue room), com exceção da transmissão internet, foram abandonadas a partir do ano seguinte.

## Visual
O festival abriu com um vídeo reminiscente do passado viking e conquistador da Noruega, acabando com o apresentador, Morten Harket, a cantar "Heaven's Not For Saints". No final de sua apresentação, ele cumprimentou a orquestra e seu maestro, Frode Thingnæs. Ingvild Bryn, por sua vez, fez sua aparição e juntos fizeram as apresentações habituais. Eles cumprimentaram todos os países participantes no seu idioma nacional. Concluíram mencionando o procedimento da fase de qualificação e os países não qualificados.
A orquestra foi dirigida por Frode Thingnæs.
O palco consistia num vasto pódio de três níveis, com contornos irregulares. Duas escadas de metal em ambos os lados permitiam o acesso. A decoração consistiu de uma banda de malha suportada por pilares luminosos e acima de tudo uma ampla gama de andaimes e metálicos móvel elementos, inspirados no petróleo, uma das imagens de marca da Noruega.
Os apresentadores foram Ingvild Bryn e Morten Harket, que falou aos espectadores em norueguês, inglês e francês.
Os cartões-postais desta edição eram divididos em três partes: os participantes nos seus países, seguidos por algumas imagens de um traço característico da Noruega e, finalmente, uma pequena mensagem de boa sorte para cada intérprete por um líder político de cada país participante, que podiam ser primeiros-ministros, presidentes ou outros. No caso de Portugal, o então Primeiro-Ministro António Guterres, desejou a Lúcia Moniz e a toda a delegação portuguesa: Desejo felicidades à equipa portuguesa, mas desejo sobretudo, que ganhe o melhor e que a música seja cada vez mais um fator de paz e de aproximação entre os povos.
O intervalo começou com um vídeo de um norueguês em traje tradicional, cantando no topo de um pico nevado. Seguiram-se várias peças, clássicas ou contemporâneas, sempre interpretadas pelos artistas em paisagens típicas da Noruega. A câmera então voltou ao palco para o balé contemporâneo Beacon Burning, realizado pelo Oslo Danse Ensemble. Os dançarinos foram acompanhados por mágicos, malabaristas e comedores de fogo. No final do balé, o norueguês do vídeo apareceu no palco, para concluir o intervalo pelas mesmas notas em que havia começado.

## Votação
Cada país tinha um júri composto por 11 elementos, que atribuiu 12, 10, 8, 7, 6, 5, 4, 3, 2, 1 pontos às dez canções mais votadas.
A supervisora executiva da EBU foi Christine Marchal-Ortiz.
Durante a votação, a câmera fez vários close-ups dos artistas. Em particular, Eimear Quinn, Elisabeth Andreassen, One More Time e Lúcia Moniz apareceram.
Para a votação, foi utilizada uma "tela azul", que foi fornecido pela Silicon Graphics, sendo único na história do concurso, onde eram projectadas animações 3D com recurso a tecnologias de realidade virtual. Além disso, a televisão norueguesa utilizou na preparação e na apresentação das canções diferentes efeitos especiais. Pela primeira vez, um porta-voz dirgiu-se ao palco, mais propriamente à blue room para divulgar os votos do júri nacional. Tratou-se da porta-voz norueguesa, Ragnhild Sælthun Fjørtoft.

## Participações individuais
Predefinição:Participações Individuais ESC1996

## Participantes

Países participantes

| País                 | Título original da Canção                   | Artista                             | Processo                                                  | Data da Selecção        |
| País                 | Tradução em Português                       | Idiomas de Interpretação            | Processo                                                  | Data da Selecção        |
| -------------------- | ------------------------------------------- | ----------------------------------- | --------------------------------------------------------- | ----------------------- |
| Alemanha             | "Planet of Blue"                            | Leon                                | Ein bisschen Glück 1996                                   | 1 de março de 1996      |
| Alemanha             | Planeta de azul                             | Alemão                              | Ein bisschen Glück 1996                                   | 1 de março de 1996      |
| Áustria              | "Weil's dr guat got"                        | George Nussbaumer                   | Seleção interna                                           | -                       |
| Áustria              | Porque te sentes bem                        | Alemão                              | Seleção interna                                           | -                       |
| Bélgica              | "Liefde is een kaartspel"                   | Lisa Del Bo                         | De Gouden Zeemeermin 1996                                 | 9 de março de 1996      |
| Bélgica              | O amor é um jogo de cartas                  | Holandês                            | De Gouden Zeemeermin 1996                                 | 9 de março de 1996      |
| Bósnia e Herzegovina | "Za našu ljubav"                            | Amila Glamočak                      | Eurosong BiH 1996                                         | 7 de março de 1996      |
| Bósnia e Herzegovina | Pelo nosso amor                             | Bósnio                              | Eurosong BiH 1996                                         | 7 de março de 1996      |
| Chipre               | "Mono Yia Mas"                              | Constantinos                        | Kíprii Telikoú tis Diagonismós Tragoudioú Eurovision 1996 | 5 de março de 1996      |
| Chipre               | Só para Nós                                 | Grego                               | Kíprii Telikoú tis Diagonismós Tragoudioú Eurovision 1996 | 5 de março de 1996      |
| Croácia              | "Sveta ljubav"                              | Maja Blagdan                        | Dora 1996                                                 | 3 de março de 1996      |
| Croácia              | Amor divino                                 | Croata                              | Dora 1996                                                 | 3 de março de 1996      |
| Dinamarca            | "Kun med dig"                               | Dorthe Andersen & Martin Loft       | Dansk Melodi Grand-Prix 1996                              | 9 de março de 1996      |
| Dinamarca            | Só contigo                                  | Dinamarques                         | Dansk Melodi Grand-Prix 1996                              | 9 de março de 1996      |
| Espanha              | "¡Ay, qué deseo!"                           | Antonio Carbonell                   | Selecção Interna                                          | -                       |
| Espanha              | Ah! Que desejo!                             | Castelhano                          | Selecção Interna                                          | -                       |
| Eslováquia           | "Kým nás máš"                               | Marcel Palonder                     | Selecção Interna                                          | -                       |
| Eslováquia           | Enquanto nos tiveres                        | Eslovaco                            | Selecção Interna                                          | -                       |
| Eslovénia            | "Dan najlepših sanj"                        | Regina                              | EMA 1996                                                  | 10 de fevereiro de 1996 |
| Eslovénia            | O dia do sonho mais bonito                  | Esloveno                            | EMA 1996                                                  | 10 de fevereiro de 1996 |
| Estónia              | "Kaelakee hääl"                             | Maarja-Liis Ilus e Ivo Linna        | Eurolaul 1996                                             | 27 de janeiro de 1996   |
| Estónia              | Voz do colar                                | Estónio                             | Eurolaul 1996                                             | 27 de janeiro de 1996   |
| Finlândia            | "Niin kaunis on taivas"                     | Jasmine                             | Euroviisut 1996                                           | 5 de março de 1996      |
| Finlândia            | Tão belo é o céu                            | Finlandês                           | Euroviisut 1996                                           | 5 de março de 1996      |
| França               | "Diwanit Bugale"                            | Dan Ar Braz & L'Héritage des Celtes | Selecção Interna                                          | -                       |
| França               | Que nasçam crianças                         | Bretão                              | Selecção Interna                                          | -                       |
| Grécia               | "Emeis Forame to Himona Anixiatika"         | Marianna Efstratiou                 | Seleção interna                                           | -                       |
| Grécia               | Nós vestimos roupas de primavera no inverno | Grego                               | Seleção interna                                           | -                       |
| Hungria              | "Fortuna"                                   | Gjon Delhusa                        | A cèl : Oslo 1996                                         | 24 de fevereiro de 1996 |
| Hungria              | Fortuna"                                    | Húngaro                             | A cèl : Oslo 1996                                         | 24 de fevereiro de 1996 |
| Irlanda              | "The Voice"                                 | Eimear Quinn                        | Eurosong 1996                                             | 3 de março de 1996      |
| Irlanda              | A voz                                       | Inglês                              | Eurosong 1996                                             | 3 de março de 1996      |
| Islândia             | "Sjúbídú"                                   | Anna Mjöll                          | Seleção interna                                           | -                       |
| Islândia             | Shoobe-Doo                                  | Islandês                            | Seleção interna                                           | -                       |
| Israel               | "Shalom Olam"                               | Galit Bell                          | Kdam Eurovision 1996                                      | 29 de fevereiro de 1996 |
| Israel               | Olá, mundo                                  | Hebraico                            | Kdam Eurovision 1996                                      | 29 de fevereiro de 1996 |
| Macedónia do Norte   | "Samo ti"                                   | Kaliopi                             | Makedonski nacionalen finalen Evrovizija 1996             | 3 de março de 1996      |
| Macedónia do Norte   | Só tu                                       | Macedónio                           | Makedonski nacionalen finalen Evrovizija 1996             | 3 de março de 1996      |
| Malta                | "In a Woman's Heart"                        | Miriam Christine                    | Festival Tal-Kanzunetta Maltija 1996                      | 27 de janeiro de 1996   |
| Malta                | No coração de uma mulher                    | Inglês                              | Festival Tal-Kanzunetta Maltija 1996                      | 27 de janeiro de 1996   |
| Noruega              | "I evighet"                                 | Elisabeth Andreassen                | Melodi Grand Prix 1996                                    | 30 de março de 1996     |
| Noruega              | Para a eternidade                           | Norueguês                           | Melodi Grand Prix 1996                                    | 30 de março de 1996     |
| Países Baixos        | "De eerste keer"                            | Maxine & Franklin Brown             | Nationaal Songfestival 1996                               | 3 de março de 1996      |
| Países Baixos        | A primeira vez                              | Holandês                            | Nationaal Songfestival 1996                               | 3 de março de 1996      |
| Polónia              | "Chcę znać swój grzech..."                  | Kasia Kowalska                      | Selecção Interna                                          | -                       |
| Polónia              | Eu quero saber o meu pecado...              | Polaco                              | Selecção Interna                                          | -                       |
| Portugal             | "O Meu Coração não Tem Cor"                 | Lúcia Moniz                         | Festival RTP da Canção 1996                               | 7 de março de 1996      |
| Portugal             | O Meu Coração não Tem Cor                   | Português                           | Festival RTP da Canção 1996                               | 7 de março de 1996      |
| Reino Unido          | "Ooh Aah... Just a Little Bit"              | Gina G                              | Great British Song Contest 1996                           | 8 de março de 1996      |
| Reino Unido          | Ooh Aah... só um pouco mais                 | Inglês                              | Great British Song Contest 1996                           | 8 de março de 1996      |
| Roménia              | "Rugă pentru pacea lumii"                   | Monica Anghel & Sincron             | Selecţia Naţională 1996                                   | 8 de março de 1996      |
| Roménia              | Oração pela paz mundial                     | Romeno                              | Selecţia Naţională 1996                                   | 8 de março de 1996      |
| Rússia               | "Ja eto ja"                                 | Andrej Kosinskij                    | Nacional’nyj otbor 1996                                   | 2 de março de 1996      |
| Rússia               | Eu sou o que sou                            | Russo                               | Nacional’nyj otbor 1996                                   | 2 de março de 1996      |
| Suécia               | "Den vilda"                                 | One More Time                       | Melodifestivalen 1996                                     | 24 de fevereiro de 1996 |
| Suécia               | A selvagem                                  | Sueco                               | Melodifestivalen 1996                                     | 24 de fevereiro de 1996 |
| Suíça                | "Mon cœur l'aime"                           | Kathy Leander                       | Seleção interna                                           | -                       |
| Suíça                | O meu coração ama-o                         | Francês                             | Seleção interna                                           | -                       |
| Turquia              | "Beşinci mevsim"                            | Şebnem Paker                        | Eurovision Şarkı Yarışması Türkiye Finali 1996            | 17 de fevereiro de 1996 |
| Turquia              | A quinta estação                            | Turco                               | Eurovision Şarkı Yarışması Türkiye Finali 1996            | 17 de fevereiro de 1996 |

## Festival

### Semi-final
| #   | País                 | Idioma       | Artista                             | Canção                                                                    | Lugar | Pontuação |
| --- | -------------------- | ------------ | ----------------------------------- | ------------------------------------------------------------------------- | ----- | --------- |
| 1º  | Alemanha             | Alemão       | Leon                                | "Planet of Blue"                                                          | 24º   | 24        |
| 2º  | Áustria              | Voralberguês | George Nussbaumer                   | "Weil's dr guat got"                                                      | 6º    | 80        |
| 3º  | Bélgica              | Holandês     | Lisa Del Bo                         | "Liefde is een kaartspel"                                                 | 12º   | 45        |
| 4º  | Bósnia e Herzegovina | Bósnio       | Amila Glamočak                      | "Za našu ljubav"                                                          | 21º   | 29        |
| 5º  | Chipre               | Grego        | Constantinos                        | "Mono Yia Mas" (Μόνο Για Μας)                                             | 16º   | 42        |
| 6º  | Croácia              | Croata       | Maja Blagdan                        | "Sveta ljubav"                                                            | 19º   | 30        |
| 7º  | Dinamarca            | Dinamarquês  | Dorthe Andersen & Martin Loft       | "Kun med dig"                                                             | 25º   | 22        |
| 8º  | Espanha              | Castelhano   | Antonio Carbonell                   | "¡Ay, qué deseo!"                                                         | 14º   | 43        |
| 9º  | Eslováquia           | Eslovaco     | Marcel Palonder                     | "Kým nás máš"                                                             | 17º   | 36        |
| 10º | Eslovénia            | Esloveno     | Regina                              | "Dan najlepših sanj"                                                      | 20º   | 30        |
| 11º | Estónia              | Estónio      | Maarja-Liis Ilus & Ivo Linna        | "Kaelakee hääl"                                                           | 5º    | 106       |
| 12º | Finlândia            | Finlandês    | Jasmine                             | "Niin kaunis on taivas"                                                   | 22º   | 26        |
| 13º | França               | Bretão       | Dan Ar Braz & L'Héritage des Celtes | "Diwanit Bugale"                                                          | 11º   | 55        |
| 14º | Grécia               | Grego        | Mariana Efstratiou                  | "Emeis Forame to Himona Anixiatika" (Εμείς Φοράμε το Χειμώνα Ανοιξιάτικα) | 13º   | 45        |
| 15º | Hungria              | Húngaro      | Gjon Delhusa                        | "Fortuna"                                                                 | 23º   | 26        |
| 16º | Irlanda              | Inglês       | Eimear Quinn                        | "The voice"                                                               | 2º    | 198       |
| 17º | Islândia             | Islandês     | Anna Mjöll                          | "Sjúbídú"                                                                 | 10º   | 59        |
| 18º | Israel               | Hebraico     | Galit Bell                          | "Shalom Olam" (שלום עולם)                                                 | 28º   | 12        |
| 19º | Macedónia do Norte   | Macedónio    | Kaliopi                             | "Samo ti" (Само ти)                                                       | 27º   | 14        |
| 20  | Malta                | Inglês       | Miriam Christine                    | "In a Woman's Heart"                                                      | 4º    | 138       |
| 21º | Países Baixos        | Holandês     | Maxine & Franklin Brown             | "De eerste keer"                                                          | 9º    | 63        |
| 22º | Polónia              | Polaco       | Kasia Kowalska                      | "Chcę znać swój grzech..."                                                | 15º   | 42        |
| 23º | Portugal             | Português    | Lúcia Moniz                         | "O meu coração não tem cor"                                               | 18º   | 32        |
| 24º | Reino Unido          | Inglês       | Gina G                              | "Ooh Aah... Just a Little Bit"                                            | 3º    | 153       |
| 25º | Roménia              | Romeno       | Monica Anghel & Sincron             | "Rugă pentru pacea lumii"                                                 | 29º   | 11        |
| 26º | Rússia               | Russo        | Andrej Kosinskij                    | "Ja eto ja" (Я это я)                                                     | 26º   | 14        |
| 27º | Suécia               | Sueco        | One More Time                       | "Den vilda"                                                               | 1º    | 227       |
| 28º | Suíça                | Francês      | Kathy Leander                       | "Mon cœur l'aime"                                                         | 8º    | 67        |
| 29º | Turquia              | Turco        | Şebnem Paker                        | "Beşinci mevsim"                                                          | 7º    | 69        |

### Resultados
| Países Votantes      | Países Pontuados | Países Pontuados | Países Pontuados | Países Pontuados     | Países Pontuados | Países Pontuados | Países Pontuados | Países Pontuados | Países Pontuados | Países Pontuados | Países Pontuados | Países Pontuados | Países Pontuados | Países Pontuados | Países Pontuados | Países Pontuados     | Países Pontuados | Países Pontuados | Países Pontuados   | Países Pontuados | Países Pontuados | Países Pontuados | Países Pontuados | Países Pontuados | Países Pontuados | Países Pontuados | Países Pontuados | Países Pontuados | Países Pontuados |
| -------------------- | ---------------- | ---------------- | ---------------- | -------------------- | ---------------- | ---------------- | ---------------- | ---------------- | ---------------- | ---------------- | ---------------- | ---------------- | ---------------- | ---------------- | ---------------- | -------------------- | ---------------- | ---------------- | ------------------ | ---------------- | ---------------- | ---------------- | ---------------- | ---------------- | ---------------- | ---------------- | ---------------- | ---------------- | ---------------- |
| Países Votantes      | Alemanha         | Áustria          | Bélgica          | Bósnia e Herzegovina | Chipre           | Croácia          | Dinamarca        | Espanha          | Eslováquia       | Eslovénia        | Estónia          | Finlândia        | França           | Grécia           | Hungria          | República da Irlanda | Islândia         | Israel           | Macedónia do Norte | Malta            | Países Baixos    | Polónia          | Portugal         | Reino Unido      | Roménia          | Rússia           | Suécia           | Suíça            | Turquia          |
| Alemanha             |                  | 1                |                  | 3                    |                  | 2                |                  |                  |                  |                  | 8                |                  |                  |                  |                  |                      |                  |                  |                    | 6                |                  | 10               |                  | 5                | 4                |                  | 12               | 7                |                  |
| Áustria              |                  |                  |                  |                      |                  | 1                |                  | 2                |                  |                  | 5                |                  |                  |                  |                  | 12                   |                  |                  |                    | 6                |                  | 7                | 4                | 10               |                  |                  | 8                | 3                |                  |
| Bélgica              |                  | 1                |                  |                      |                  |                  |                  |                  |                  | 2                | 5                |                  |                  |                  |                  | 8                    |                  |                  |                    | 10               | 4                |                  | 6                | 7                |                  |                  | 12               | 3                |                  |
| Bósnia e Herzegovina |                  | 6                |                  |                      |                  | 7                | 4                |                  | 2                |                  |                  |                  |                  |                  | 1                | 12                   | 5                |                  |                    |                  |                  |                  |                  |                  |                  |                  | 10               | 3                | 8                |
| Chipre               |                  | 6                |                  |                      |                  |                  | 3                | 4                | 5                |                  |                  |                  |                  | 12               | 2                | 8                    |                  |                  |                    | 7                |                  |                  |                  | 10               |                  |                  | 1                |                  |                  |
| Croácia              |                  |                  |                  | 6                    |                  |                  |                  | 8                | 12               | 5                |                  |                  |                  | 7                | 3                |                      |                  |                  | 2                  | 10               |                  |                  |                  | 1                |                  |                  |                  |                  | 4                |
| Dinamarca            | 5                | 2                |                  |                      |                  |                  |                  |                  |                  | 4                | 8                |                  | 6                |                  | 1                | 3                    |                  |                  |                    |                  | 10               |                  |                  | 7                |                  |                  | 12               |                  |                  |
| Espanha              |                  | 5                | 8                | 3                    | 4                | 1                |                  |                  | 6                |                  |                  |                  |                  | 7                |                  | 2                    |                  |                  |                    | 12               |                  |                  |                  |                  |                  |                  |                  |                  | 10               |
| Eslováquia           |                  |                  |                  |                      | 6                |                  |                  | 8                |                  |                  |                  |                  | 4                | 7                | 1                | 10                   | 3                |                  |                    | 12               |                  | 2                |                  | 5                |                  |                  |                  |                  |                  |
| Eslovénia            |                  | 7                |                  | 12                   |                  | 6                |                  | 4                |                  |                  | 3                |                  |                  |                  |                  | 10                   |                  |                  | 5                  |                  |                  |                  | 2                | 1                |                  |                  | 8                |                  |                  |
| Estónia              |                  |                  |                  |                      |                  |                  |                  |                  |                  |                  |                  |                  | 8                |                  | 6                | 10                   | 7                |                  |                    | 1                |                  | 3                |                  | 2                |                  | 4                | 12               | 5                |                  |
| Finlândia            |                  | 2                | 4                | 1                    |                  |                  |                  |                  |                  |                  | 8                |                  | 3                |                  |                  | 10                   | 5                |                  |                    |                  |                  |                  |                  | 7                |                  |                  | 12               |                  | 6                |
| França               | 5                | 12               |                  |                      |                  |                  |                  |                  |                  |                  | 1                |                  |                  |                  |                  | 8                    | 6                | 3                |                    | 4                | 2                |                  |                  | 10               |                  |                  | 7                |                  |                  |
| Grécia               |                  | 6                |                  |                      | 12               |                  |                  | 4                | 3                |                  |                  | 8                |                  |                  | 2                | 10                   |                  |                  |                    | 7                |                  | 1                | 5                |                  |                  |                  |                  |                  |                  |
| Hungria              |                  | 3                |                  |                      | 5                |                  | 1                |                  |                  |                  | 6                |                  |                  |                  |                  | 2                    |                  |                  | 4                  | 8                | 12               |                  |                  | 7                |                  |                  | 10               |                  |                  |
| Irlanda              |                  |                  | 4                |                      |                  |                  | 2                |                  |                  | 10               |                  |                  | 5                |                  |                  |                      |                  |                  |                    | 6                | 3                |                  |                  | 8                | 1                |                  | 12               | 7                |                  |
| Islândia             |                  | 10               |                  |                      |                  |                  |                  |                  |                  | 1                | 5                | 7                | 6                |                  |                  | 12                   |                  |                  | 2                  |                  | 3                |                  |                  |                  |                  |                  | 8                |                  | 4                |
| Israel               | 3                |                  | 6                |                      |                  |                  |                  |                  |                  |                  |                  | 5                |                  | 2                |                  | 10                   | 7                |                  |                    |                  |                  |                  | 1                | 12               |                  |                  | 8                |                  | 4                |
| Macedónia do Norte   |                  |                  |                  |                      | 5                | 3                | 2                |                  |                  |                  | 1                |                  | 10               |                  |                  | 6                    |                  | 4                |                    |                  | 7                |                  |                  |                  |                  |                  | 12               | 8                |                  |
| Malta                |                  | 12               |                  | 2                    | 4                | 1                |                  | 8                | 10               |                  |                  |                  |                  | 5                |                  |                      |                  |                  |                    |                  |                  |                  |                  | 3                | 6                |                  |                  |                  | 7                |
| Noruega              |                  | 5                | 2                |                      |                  |                  | 1                |                  |                  |                  | 10               |                  |                  |                  |                  |                      | 12               |                  |                    | 4                |                  |                  | 3                | 8                |                  |                  | 7                | 6                |                  |
| Países Baixos        |                  |                  |                  |                      |                  |                  |                  |                  |                  | 2                | 10               |                  |                  |                  | 3                | 6                    |                  |                  | 1                  |                  |                  | 8                | 4                | 7                |                  |                  | 12               | 5                |                  |
| Polónia              |                  | 2                | 4                |                      |                  |                  |                  |                  |                  |                  | 5                |                  | 6                |                  |                  | 10                   |                  |                  |                    | 7                |                  |                  |                  | 1                |                  |                  | 12               | 3                | 8                |
| Portugal             |                  |                  | 6                |                      |                  |                  |                  |                  |                  |                  | 5                |                  | 4                |                  |                  | 3                    |                  |                  |                    | 2                | 12               |                  |                  | 10               |                  |                  | 8                | 7                | 1                |
| Reino Unido          | 10               |                  | 7                |                      | 2                |                  |                  |                  |                  | 3                |                  |                  |                  |                  |                  | 12                   |                  |                  |                    |                  |                  | 1                | 6                |                  |                  | 5                | 8                |                  | 4                |
| Roménia              |                  |                  | 2                |                      |                  |                  | 4                | 1                |                  |                  | 3                |                  |                  |                  | 7                |                      | 6                |                  |                    | 12               | 5                |                  |                  | 8                |                  |                  | 10               |                  |                  |
| Rússia               |                  |                  |                  |                      | 4                | 1                |                  |                  |                  | 2                | 12               |                  |                  | 5                |                  | 7                    | 8                |                  |                    | 3                |                  | 10               |                  |                  |                  |                  | 6                |                  |                  |
| Suécia               | 1                |                  |                  |                      |                  | 8                | 5                |                  |                  |                  | 7                |                  |                  |                  |                  | 10                   |                  |                  |                    | 6                | 2                |                  |                  | 12               |                  |                  |                  | 4                | 3                |
| Suíça                |                  |                  |                  | 2                    |                  |                  |                  |                  |                  | 1                | 4                | 6                |                  |                  |                  | 7                    |                  |                  |                    | 8                | 3                |                  |                  |                  |                  | 5                | 12               |                  | 10               |
| Turquia              |                  |                  | 2                |                      |                  |                  |                  | 4                |                  |                  |                  |                  | 3                |                  |                  | 10                   |                  | 5                |                    | 7                |                  |                  | 1                | 12               |                  |                  | 8                | 6                |                  |
| Total                | 24               | 80               | 45               | 29                   | 42               | 30               | 22               | 43               | 38               | 30               | 106              | 26               | 55               | 45               | 26               | 198                  | 59               | 12               | 14                 | 138              | 63               | 42               | 32               | 153              | 11               | 14               | 227              | 67               | 69               |
| Lugar                | 24º              | 6º               | 12º              | 21º                  | 16º              | 19º              | 25º              | 14º              | 17º              | 20º              | 5º               | 22º              | 11º              | 13º              | 23º              | 2º                   | 10º              | 28º              | 27º                | 4º               | 9º               | 15º              | 18º              | 3º               | 29º              | 26º              | 1º               | 8º               | 7º               |
| Países Votantes      | Alemanha         | Áustria          | Bélgica          | Bósnia e Herzegovina | Chipre           | Croácia          | Dinamarca        | Espanha          | Eslováquia       | Eslovénia        | Estónia          | Finlândia        | França           | Grécia           | Hungria          | República da Irlanda | Islândia         | Israel           | Macedónia do Norte | Malta            | Países Baixos    | Polónia          | Portugal         | Reino Unido      | Roménia          | Rússia           | Suécia           | Suíça            | Turquia          |
| Países Votantes      | Países Pontuados |                  |                  |                      |                  |                  |                  |                  |                  |                  |                  |                  |                  |                  |                  |                      |                  |                  |                    |                  |                  |                  |                  |                  |                  |                  |                  |                  |                  |

#### 12 pontos
Os países que receberam 12 pontos foram os seguintes:
| #  | Países Pontuados     | Países Votantes                                                                                     |
| -- | -------------------- | --------------------------------------------------------------------------------------------------- |
| 10 | Suécia               | Alemanha, Bélgica, Dinamarca, Estónia, Finlândia, Irlanda, Macedónia, Países Baixos, Polónia, Suíça |
| 4  | Irlanda              | Áustria, Bósnia e Herzegovina, Islândia, Reino Unido                                                |
| 3  | Malta                | Espanha, Eslováquia, Roménia                                                                        |
| 3  | Reino Unido          | Israel, Suécia, Turquia                                                                             |
| 2  | Áustria              | França, Malta                                                                                       |
| 2  | Países Baixos        | Hungria, Portugal                                                                                   |
| 1  | Bósnia e Herzegovina | Eslovénia                                                                                           |
| 1  | Chipre               | Grécia                                                                                              |
| 1  | Eslováquia           | Croácia                                                                                             |
| 1  | Estónia              | Rússia                                                                                              |
| 1  | Grécia               | Chipre                                                                                              |
| 1  | Islândia             | Noruega                                                                                             |

### Final
| #   | País                 | Idioma       | Artista                             | Canção                                                                    | Lugar | Pontuação |
| --- | -------------------- | ------------ | ----------------------------------- | ------------------------------------------------------------------------- | ----- | --------- |
| 1º  | Turquia              | Turco        | Şebnem Paker                        | "Beşinci mevsim"                                                          | 12º   | 57        |
| 2º  | Reino Unido          | Inglês       | Gina G                              | "Ooh Aah... Just a Little Bit"                                            | 8º    | 77        |
| 3º  | Espanha              | Castelhano   | Antonio Carbonell                   | "¡Ay, qué deseo!"                                                         | 20º   | 17        |
| 4º  | Portugal             | Português    | Lúcia Moniz                         | "O meu coração não tem cor"                                               | 6º    | 92        |
| 5º  | Chipre               | Grego        | Constantinos                        | "Mono Yia Mas" (Μόνο Για Μας)                                             | 9º    | 72        |
| 6º  | Malta                | Inglês       | Miriam Christine                    | "In a Woman's Heart"                                                      | 11º   | 68        |
| 7º  | Croácia              | Croata       | Maja Blagdan                        | "Sveta ljubav"                                                            | 4º    | 98        |
| 8º  | Áustria              | Voralberguês | George Nussbaumer                   | "Weil's dr guat got"                                                      | 10º   | 68        |
| 9º  | Suíça                | Francês      | Kathy Leander                       | "Mon cœur l'aime"                                                         | 16º   | 22        |
| 10º | Grécia               | Grego        | Mariana Efstratiou                  | "Emeis Forame to Himona Anixiatika" (Εμείς Φοράμε το Χειμώνα Ανοιξιάτικα) | 15º   | 36        |
| 11º | Estónia              | Estónio      | Maarja-Liis Ilus & Ivo Linna        | "Kaelakee hääl"                                                           | 5º    | 94        |
| 12º | Noruega              | Norueguês    | Elisabeth Andreassen                | "I evighet"                                                               | 2º    | 114       |
| 13º | França               | Bretão       | Dan Ar Braz & L'Héritage des Celtes | "Diwanit Bugale"                                                          | 19º   | 18        |
| 14º | Eslovénia            | Esloveno     | Regina                              | "Dan najlepših sanj"                                                      | 21º   | 16        |
| 15º | Países Baixos        | Holandês     | Maxine & Franklin Brown             | "De eerste keer"                                                          | 7º    | 78        |
| 16º | Bélgica              | Holandês     | Lisa Del Bo                         | "Liefde is een kaartspel"                                                 | 17º   | 22        |
| 17º | Irlanda              | Inglês       | Eimear Quinn                        | "The voice"                                                               | 1º    | 162       |
| 18º | Finlândia            | Finlandês    | Jasmine                             | "Niin kaunis on taivas"                                                   | 23º   | 9         |
| 19º | Islândia             | Islandês     | Anna Mjöll                          | "Sjúbídú"                                                                 | 13º   | 51        |
| 20º | Polónia              | Polaco       | Kasia Kowalska                      | "Chcę znać swój grzech..."                                                | 14º   | 37        |
| 21º | Bósnia e Herzegovina | Bósnio       | Amila Glamočak                      | "Za našu ljubav"                                                          | 22º   | 13        |
| 22º | Eslováquia           | Eslovaco     | Marcel Palonder                     | "Kým nás máš"                                                             | 18º   | 19        |
| 23º | Suécia               | Sueco        | One More Time                       | "Den vilda"                                                               | 3º    | 100       |

### Resultados
A ordem de votação no Festival Eurovisão da Canção 1996, foi a seguinte:

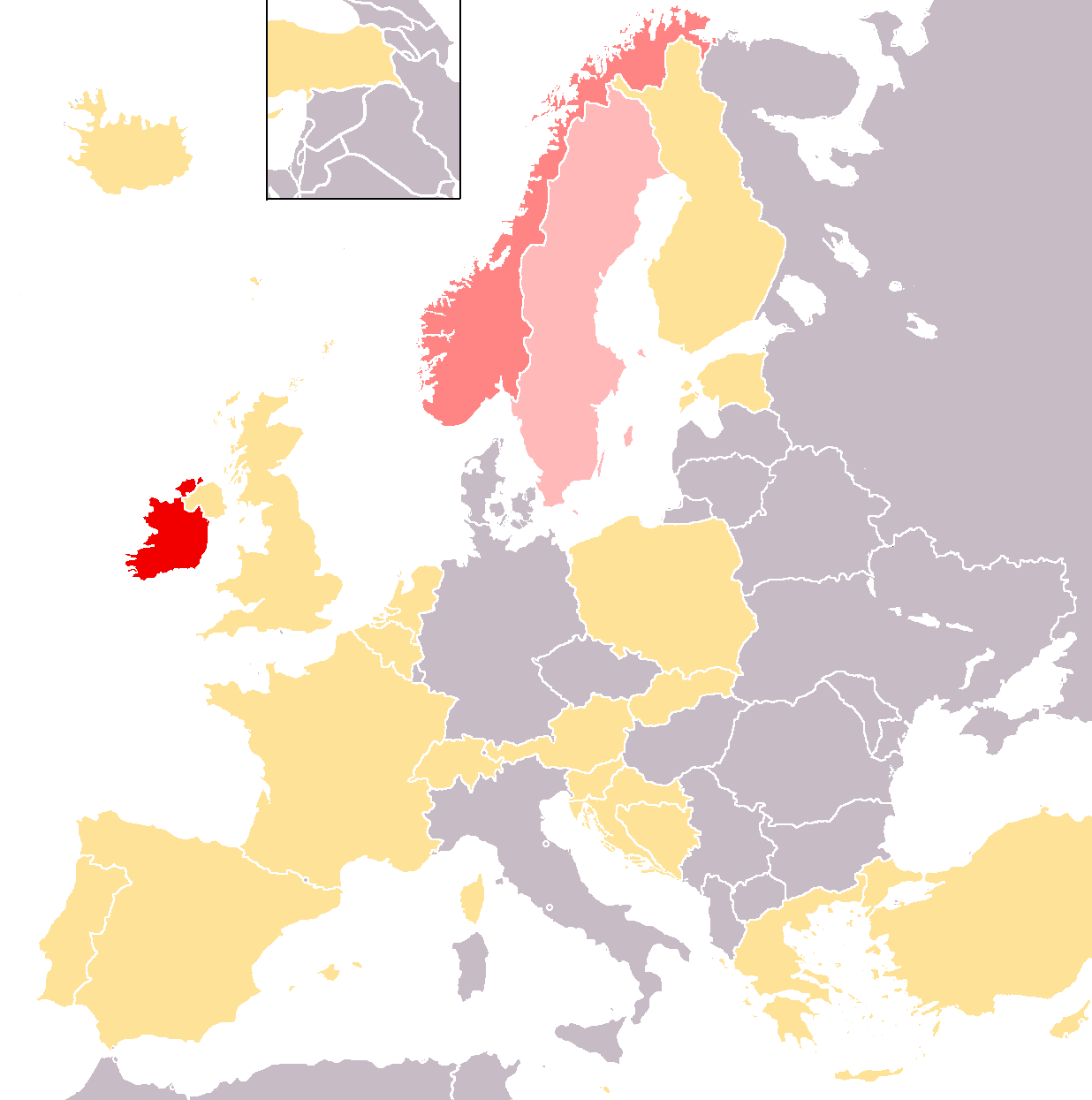
Vencedor
2º classificado
3º classificado

| Países Votantes      | Países Pontuados | Países Pontuados | Países Pontuados | Países Pontuados | Países Pontuados | Países Pontuados | Países Pontuados | Países Pontuados | Países Pontuados | Países Pontuados | Países Pontuados | Países Pontuados | Países Pontuados | Países Pontuados | Países Pontuados | Países Pontuados | Países Pontuados     | Países Pontuados | Países Pontuados | Países Pontuados | Países Pontuados     | Países Pontuados | Países Pontuados |
| -------------------- | ---------------- | ---------------- | ---------------- | ---------------- | ---------------- | ---------------- | ---------------- | ---------------- | ---------------- | ---------------- | ---------------- | ---------------- | ---------------- | ---------------- | ---------------- | ---------------- | -------------------- | ---------------- | ---------------- | ---------------- | -------------------- | ---------------- | ---------------- |
| Países Votantes      | Turquia          | Reino Unido      | Espanha          | Portugal         | Chipre           | Malta            | Croácia          | Áustria          | Suíça            | Grécia           | Estónia          | Noruega          | França           | Eslovénia        | Países Baixos    | Bélgica          | República da Irlanda | Finlândia        | Islândia         | Polónia          | Bósnia e Herzegovina | Eslováquia       | Suécia           |
| Turquia              |                  | 3                |                  | 5                |                  | 10               | 8                | 4                |                  |                  |                  | 2                |                  |                  | 1                |                  | 12                   |                  |                  | 7                | 6                    |                  |                  |
| Reino Unido          | 6                |                  |                  | 2                | 12               |                  | 4                |                  | 3                | 7                | 10               | 8                | 1                |                  |                  | 5                |                      |                  |                  |                  |                      |                  |                  |
| Espanha              | 8                |                  |                  |                  | 7                | 10               | 5                |                  |                  |                  | 4                |                  |                  | 1                | 6                | 12               |                      |                  | 3                |                  |                      | 2                |                  |
| Portugal             |                  | 12               |                  |                  | 3                |                  | 10               | 5                |                  |                  |                  | 2                | 1                |                  | 7                |                  | 8                    |                  | 6                |                  |                      |                  | 4                |
| Chipre               |                  | 1                | 2                | 12               |                  |                  | 8                |                  |                  | 10               | 7                | 3                |                  |                  | 5                |                  | 6                    |                  |                  | 4                |                      |                  |                  |
| Malta                | 10               | 6                | 5                |                  | 2                |                  | 7                | 12               |                  | 1                |                  |                  |                  |                  |                  |                  | 4                    |                  |                  |                  | 3                    | 8                |                  |
| Croácia              | 1                | 7                | 4                | 10               | 8                | 12               |                  |                  |                  |                  |                  | 5                |                  | 6                |                  | 2                |                      |                  |                  |                  | 3                    |                  |                  |
| Áustria              |                  | 3                |                  | 1                | 2                |                  |                  |                  |                  |                  | 5                | 8                |                  |                  | 12               |                  | 7                    |                  | 6                | 4                |                      |                  | 10               |
| Suíça                | 6                | 4                |                  | 10               | 5                |                  | 1                |                  |                  | 2                |                  | 7                |                  |                  | 3                |                  | 12                   |                  |                  |                  |                      |                  | 8                |
| Grécia               |                  |                  | 6                | 5                | 12               | 8                | 1                | 2                |                  |                  |                  |                  |                  |                  |                  |                  | 10                   |                  | 3                | 7                |                      | 4                |                  |
| Estónia              |                  | 2                |                  |                  |                  |                  | 6                | 7                |                  |                  |                  | 5                | 3                |                  | 4                | 1                | 12                   |                  | 8                |                  |                      |                  | 10               |
| Noruega              |                  |                  |                  | 12               |                  | 1                | 7                |                  |                  | 3                | 8                |                  | 4                |                  |                  |                  | 10                   | 2                | 5                |                  |                      |                  | 6                |
| França               | 4                | 8                |                  | 5                | 2                |                  |                  | 12               |                  |                  | 1                | 7                |                  |                  | 10               |                  | 6                    |                  |                  |                  |                      |                  | 3                |
| Eslovénia            |                  |                  |                  |                  |                  | 4                | 3                | 1                | 2                |                  | 8                | 10               |                  |                  | 5                |                  | 12                   |                  | 6                |                  |                      |                  | 7                |
| Países Baixos        | 7                |                  |                  | 6                |                  |                  | 5                |                  | 4                | 1                | 3                | 10               |                  |                  |                  | 2                | 12                   |                  |                  |                  |                      |                  | 8                |
| Bélgica              | 5                | 12               |                  | 6                |                  |                  | 4                |                  | 2                |                  |                  | 8                | 7                |                  | 1                |                  | 3                    |                  |                  |                  |                      |                  | 10               |
| Irlanda              |                  | 3                |                  |                  | 1                |                  | 6                | 8                | 4                |                  | 2                | 7                |                  |                  | 5                |                  |                      |                  | 10               |                  |                      |                  | 12               |
| Finlândia            | 5                |                  |                  | 3                | 6                |                  |                  |                  | 4                |                  | 12               | 7                | 2                |                  |                  |                  | 10                   |                  |                  |                  | 1                    |                  | 8                |
| Islândia             |                  | 4                |                  | 10               |                  |                  | 5                |                  | 3                |                  | 12               | 8                |                  | 1                | 2                |                  |                      | 7                |                  |                  |                      |                  | 6                |
| Polónia              |                  |                  |                  |                  |                  | 6                | 2                | 8                |                  | 1                | 10               | 4                |                  |                  | 7                |                  | 12                   |                  | 3                |                  |                      | 5                |                  |
| Bósnia e Herzegovina | 5                |                  |                  | 1                |                  |                  | 10               | 6                |                  |                  |                  | 3                |                  | 8                | 2                |                  | 12                   |                  |                  | 7                |                      |                  | 4                |
| Eslováquia           |                  | 6                |                  |                  | 10               | 12               | 5                | 3                |                  | 8                |                  |                  |                  |                  |                  |                  | 7                    |                  | 1                | 2                |                      |                  | 4                |
| Suécia               |                  | 6                |                  | 4                | 2                | 5                | 1                |                  |                  | 3                | 12               | 10               |                  |                  | 8                |                  | 7                    |                  |                  |                  |                      |                  |                  |
| Total                | 57               | 77               | 17               | 92               | 72               | 68               | 98               | 68               | 22               | 36               | 94               | 114              | 18               | 16               | 78               | 22               | 162                  | 9                | 51               | 31               | 13                   | 19               | 100              |
| Lugar                | 12º              | 8º               | 20º              | 6º               | 9º               | 11º              | 4º               | 10º              | 16º              | 15º              | 5º               | 2º               | 19º              | 21º              | 7º               | 16º              | 1º                   | 23º              | 13º              | 14º              | 22º                  | 18º              | 3º               |
| Países Votantes      | Turquia          | Reino Unido      | Espanha          | Portugal         | Chipre           | Malta            | Croácia          | Áustria          | Suíça            | Grécia           | Estónia          | Noruega          | França           | Eslovénia        | Países Baixos    | Bélgica          | República da Irlanda | Finlândia        | Islândia         | Polónia          | Bósnia e Herzegovina | Eslováquia       | Suécia           |
| Países Votantes      | Países Pontuados |                  |                  |                  |                  |                  |                  |                  |                  |                  |                  |                  |                  |                  |                  |                  |                      |                  |                  |                  |                      |                  |                  |

| Países Votantes      | Países Pontuados | Países Pontuados | Países Pontuados | Países Pontuados | Países Pontuados | Países Pontuados | Países Pontuados | Países Pontuados | Países Pontuados | Países Pontuados | Países Pontuados | Países Pontuados | Países Pontuados | Países Pontuados | Países Pontuados | Países Pontuados | Países Pontuados     | Países Pontuados | Países Pontuados | Países Pontuados | Países Pontuados     | Países Pontuados | Países Pontuados |
| -------------------- | ---------------- | ---------------- | ---------------- | ---------------- | ---------------- | ---------------- | ---------------- | ---------------- | ---------------- | ---------------- | ---------------- | ---------------- | ---------------- | ---------------- | ---------------- | ---------------- | -------------------- | ---------------- | ---------------- | ---------------- | -------------------- | ---------------- | ---------------- |
| Países Votantes      | Turquia          | Reino Unido      | Espanha          | Portugal         | Chipre           | Malta            | Croácia          | Áustria          | Suíça            | Grécia           | Estónia          | Noruega          | França           | Eslovénia        | Países Baixos    | Bélgica          | República da Irlanda | Finlândia        | Islândia         | Polónia          | Bósnia e Herzegovina | Eslováquia       | Suécia           |
| Turquia              | 0                | 3                | 0                | 5                | 0                | 10               | 8                | 4                | 0                | 0                | 0                | 2                | 0                | 0                | 1                | 0                | 12                   | 0                | 0                | 7                | 6                    | 0                | 0                |
| Reino Unido          | 6                | 3                | 0                | 7                | 12               | 10               | 12               | 4                | 3                | 7                | 10               | 10               | 1                | 0                | 1                | 5                | 12                   | 0                | 0                | 7                | 6                    | 0                | 0                |
| Espanha              | 14               | 3                | 0                | 7                | 19               | 20               | 17               | 4                | 3                | 7                | 14               | 10               | 1                | 1                | 7                | 17               | 12                   | 0                | 3                | 7                | 6                    | 2                | 0                |
| Portugal             | 14               | 15               | 0                | 7                | 22               | 20               | 27               | 9                | 3                | 7                | 14               | 12               | 2                | 1                | 14               | 17               | 20                   | 0                | 9                | 7                | 6                    | 2                | 4                |
| Chipre               | 14               | 16               | 2                | 19               | 22               | 20               | 35               | 9                | 3                | 17               | 21               | 15               | 2                | 1                | 19               | 17               | 26                   | 0                | 9                | 11               | 6                    | 2                | 4                |
| Malta                | 24               | 22               | 7                | 19               | 24               | 20               | 42               | 21               | 3                | 18               | 21               | 15               | 2                | 1                | 19               | 17               | 30                   | 0                | 9                | 11               | 9                    | 10               | 4                |
| Croácia              | 25               | 29               | 11               | 29               | 32               | 32               | 42               | 21               | 3                | 18               | 21               | 20               | 2                | 7                | 19               | 19               | 30                   | 0                | 9                | 11               | 12                   | 10               | 4                |
| Áustria              | 25               | 32               | 11               | 30               | 34               | 32               | 42               | 21               | 3                | 18               | 26               | 28               | 2                | 7                | 31               | 19               | 37                   | 0                | 15               | 15               | 12                   | 10               | 14               |
| Suíça                | 31               | 36               | 11               | 40               | 39               | 32               | 43               | 21               | 3                | 20               | 26               | 35               | 2                | 7                | 34               | 19               | 49                   | 0                | 15               | 15               | 12                   | 10               | 22               |
| Grécia               | 31               | 36               | 17               | 45               | 51               | 40               | 44               | 23               | 3                | 20               | 26               | 35               | 2                | 7                | 34               | 19               | 59                   | 0                | 18               | 22               | 12                   | 14               | 22               |
| Estónia              | 31               | 38               | 17               | 45               | 51               | 40               | 50               | 30               | 3                | 20               | 26               | 40               | 5                | 7                | 38               | 20               | 71                   | 0                | 26               | 22               | 12                   | 14               | 32               |
| Noruega              | 31               | 38               | 17               | 57               | 51               | 41               | 57               | 30               | 3                | 23               | 34               | 40               | 9                | 7                | 38               | 20               | 81                   | 2                | 31               | 22               | 12                   | 14               | 38               |
| França               | 35               | 46               | 17               | 62               | 53               | 41               | 57               | 42               | 3                | 23               | 35               | 47               | 9                | 7                | 48               | 20               | 87                   | 2                | 31               | 22               | 12                   | 143              | 41               |
| Eslovénia            | 35               | 46               | 17               | 62               | 53               | 45               | 60               | 43               | 5                | 23               | 43               | 57               | 9                | 7                | 53               | 20               | 99                   | 2                | 37               | 22               | 12                   | 14               | 48               |
| Países Baixos        | 42               | 46               | 17               | 68               | 53               | 45               | 65               | 43               | 9                | 24               | 46               | 67               | 9                | 7                | 53               | 22               | 111                  | 2                | 37               | 22               | 12                   | 14               | 56               |
| Bélgica              | 47               | 58               | 17               | 74               | 53               | 45               | 69               | 43               | 11               | 24               | 46               | 75               | 16               | 7                | 54               | 22               | 114                  | 2                | 37               | 22               | 12                   | 14               | 66               |
| Irlanda              | 47               | 61               | 17               | 74               | 54               | 45               | 75               | 51               | 15               | 24               | 48               | 82               | 16               | 7                | 59               | 22               | 114                  | 2                | 47               | 22               | 12                   | 14               | 78               |
| Finlândia            | 52               | 61               | 17               | 77               | 60               | 45               | 75               | 51               | 19               | 24               | 60               | 89               | 18               | 7                | 59               | 22               | 124                  | 2                | 47               | 22               | 13                   | 14               | 86               |
| Islândia             | 52               | 65               | 17               | 87               | 60               | 45               | 80               | 51               | 22               | 24               | 72               | 97               | 18               | 8                | 61               | 22               | 124                  | 9                | 47               | 22               | 13                   | 14               | 92               |
| Polónia              | 52               | 65               | 17               | 87               | 60               | 51               | 82               | 59               | 22               | 25               | 82               | 101              | 18               | 8                | 68               | 22               | 136                  | 9                | 50               | 22               | 13                   | 19               | 92               |
| Bósnia e Herzegovina | 57               | 65               | 17               | 88               | 60               | 51               | 92               | 65               | 22               | 25               | 82               | 104              | 18               | 16               | 70               | 22               | 148                  | 9                | 50               | 29               | 13                   | 19               | 96               |
| Eslováquia           | 57               | 71               | 17               | 88               | 70               | 63               | 97               | 68               | 22               | 33               | 82               | 104              | 18               | 16               | 70               | 22               | 155                  | 9                | 51               | 31               | 13                   | 19               | 100              |
| Suécia               | 57               | 77               | 17               | 92               | 72               | 68               | 98               | 68               | 22               | 36               | 94               | 114              | 18               | 16               | 78               | 22               | 162                  | 9                | 51               | 31               | 13                   | 19               | 100              |
| Lugar                | 12º              | 8º               | 20º              | 6º               | 9º               | 11º              | 4º               | 10º              | 16º              | 15º              | 5º               | 2º               | 19º              | 21º              | 7º               | 16º              | 1º                   | 23º              | 13º              | 14º              | 22º                  | 18º              | 3º               |
| Países Votantes      | Turquia          | Reino Unido      | Espanha          | Portugal         | Chipre           | Malta            | Croácia          | Áustria          | Suíça            | Grécia           | Estónia          | Noruega          | França           | Eslovénia        | Países Baixos    | Bélgica          | República da Irlanda | Finlândia        | Islândia         | Polónia          | Bósnia e Herzegovina | Eslováquia       | Suécia           |
| Países Votantes      | Países Pontuados |                  |                  |                  |                  |                  |                  |                  |                  |                  |                  |                  |                  |                  |                  |                  |                      |                  |                  |                  |                      |                  |                  |

#### 12 pontos
Os países que receberam 12 pontos foram os seguintes:
| # | Países Pontuados | Países Votantes                                                                  |
| - | ---------------- | -------------------------------------------------------------------------------- |
| 7 | Irlanda          | Bósnia e Herzegovina, Estónia, Eslovénia, Países Baixos, Polónia, Suíça, Turquia |
| 3 | Estónia          | Finlândia, Islândia, Suécia                                                      |
| 2 | Áustria          | França, Malta                                                                    |
| 2 | Chipre           | Grécia, Reino Unido                                                              |
| 2 | Malta            | Croácia, Eslováquia                                                              |
| 2 | Reino Unido      | Bélgica, Portugal                                                                |
| 2 | Portugal         | Chipre, Noruega                                                                  |
| 1 | Bélgica          | Espanha                                                                          |
| 1 | Países Baixos    | Áustria                                                                          |
| 1 | Suécia           | Irlanda                                                                          |

### Maestros
Em baixo encontra-se a lista de maestros que conduziram a orquestra, na respectiva actuação de cada país concorrente.
| País                 | Maestro              |
| -------------------- | -------------------- |
| Turquia              | Levent Çoker         |
| Reino Unido          | Ernie Dunstall       |
| Espanha              | Eduardo Leiva        |
| Portugal             | Pedro Osório         |
| Chipre               | Stavros Lantsias     |
| Malta                | Paul Abela           |
| Croácia              | Alan Bjelinski       |
| Áustria              | Mischa W. Krausz     |
| Suíça                | Rui dos Reis         |
| Grécia               | Michael Rozakis      |
| Estónia              | Tarmo Leinatamm      |
| Noruega              | Frode Thingnæs       |
| França               | Fiachra Trench       |
| Eslovénia            | Jože Privšek         |
| Países Baixos        | Dick Bakker          |
| Bélgica              | Bob Porter           |
| Irlanda              | Noel Kelehan         |
| Finlândia            | Olli Ahvenlahti      |
| Islândia             | Ólafur Gaukur        |
| Polónia              | Wiesław Pieregorólka |
| Bósnia e Herzegovina | Sinan Alimanović     |
| Eslováquia           | Juraj Burian         |
| Suécia               | Anders Berglund      |
| Maestro anfitrião    | Frode Thingnæs       |

## Mensagens de boa sorte
Em 1996, todos os participantes receberam uma pequena mensagem de boa sorte por parte de um líder político de cada país participante, que podiam ser primeiros-ministros, presidentes ou outros. Esta foi aliás, a única edição em que tal aconteceu.
| País                 | Líder político                                                                      | Idioma utilizado |
| -------------------- | ----------------------------------------------------------------------------------- | ---------------- |
| Turquia              | Süleyman Demirel (Presidente da Turquia)                                            | Turco            |
| Reino Unido          | Virginia Bottomley (Secretária de Estado para o Património Nacional do Reino Unido) | Inglês           |
| Espanha              | Don Alberto Escudero Claramunt (Embaixador)                                         | Castelhano       |
| Portugal             | António Guterres (Primeiro-Ministro de Portugal)                                    | Português        |
| Chipre               | Glafkos Klerides (Presidente de Chipre)                                             | Grego            |
| Malta                | Edward Fenech Adami (Primeiro-Ministro de Malta)                                    | Maltês           |
| Croácia              | Zlatko Mateša (Primeiro-ministro da Croácia)                                        | Croata           |
| Áustria              | Elisabeth Gehrer (Ministra Federal da Educação, Ciência e Cultura da Áustria)       | Alemão           |
| Suíça                | Michel Coquoz (Encarregado de negócios suíço)                                       | Francês          |
| Grécia               | Caterína Dimaki (Encarregada de negócios grego)                                     | Grego            |
| Estónia              | Tiit Vähi (Primeiro-ministro da Estónia)                                            | Estónio          |
| Noruega              | Gro Harlem Brundtland (Primeira-Ministra da Noruega)                                | Norueguês        |
| França               | Philippe Douste-Blazy (Ministro da Cultura de França)                               | Francês          |
| Eslovénia            | Milan Kučan (Presidente da Eslovénia)                                               | Esloveno         |
| Países Baixos        | Aad Nuis (Secretário de Estado da Educação, Cultura e Ciência dos Países Baixos)    | Holandês         |
| Bélgica              | Luc Van den Brande (Primeiro-Ministro da Flandres)                                  | Holandês         |
| Irlanda              | John Bruton (Taoiseach — Primeiro-Ministro da Irlanda)                              | Inglês           |
| Finlândia            | Riitta Uosukainen (Presidente do Parlamento da Finlândia)                           | Finlandês        |
| Islândia             | Davíð Oddsson (Primeiro-ministro da Islândia)                                       | Islandês         |
| Polónia              | Aleksander Kwaśniewski (Presidente da Polónia)                                      | Polaco           |
| Bósnia e Herzegovina | Alija Izetbegović (Presidente da Presidência da Bósnia e Herzegovina)               | Bósnio           |
| Eslováquia           | Vladimír Mečiar (Primeiro-ministro da Eslováquia)                                   | Eslovaco         |
| Suécia               | Göran Persson (Primeiro-ministro da Suécia)                                         | Sueco            |

## Artistas repetentes
Alguns artistas repetiram a sua experiência Eurovisiva. Em 1996, os repetentes foram:
| País (1996) | Foto                                | Artista              | Ano Anterior               | País Representado    | Canção                    | Tradução      | Pontuação | Classificação |
| ----------- | ----------------------------------- | -------------------- | -------------------------- | -------------------- | ------------------------- | ------------- | --------- | ------------- |
| Grécia      |                                     | Marianna Efstratiou  | ESC 1987 (como corista)    | Grécia               | "Stop"                    | Stop          | 64        | 10º           |
| Grécia      | ESC 1989                            | Marianna Efstratiou  | Grécia                     | "To diko sou asteri" | A tua própria estrela     | 56            | 9º        |               |
| Noruega     |                                     | Elisabeth Andreassen | ESC 1982 (parte dos Chips) | Suécia               | "Dag efter dag"           | Dag efter dag | 67        | 8º            |
| Noruega     | ESC 1985 (parte das Bobbysocks)     | Elisabeth Andreassen | Noruega                    | "La det swinge"      | Vamos deixar dançar swing | 123           | 1º        |               |
| Noruega     | ESC 1994 (com Jan Werner Danielsen) | Elisabeth Andreassen | Noruega                    | "Duett"              | Dueto                     | 76            | 6º        |               |